# کمیل ۲۰۰۰
کمیل ۲۰۰۰ (انگلیسی: Camille 2000) یک فیلم اروتیک درام ایتالیایی به کارگردانی ردلی متزگر است که در سال ۱۹۶۹ منتشر شد. این فیلم اقتباسی آزاد از رمان مادام کاملیا به قلمِ الکساندر دوما است. فیلم بازخورد خوبی نداشت و راجر ایبرت به آن یک ستاره داد و نمره فیلم در راتن تومیتوز ۵٫۲/۱۰ است.

## گزیدهٔ بازیگران
- نینو کاستلنووو
- الئونورا روسی دراگو
- روبرتو بیزاکو
- ماسیمو سراتو
- سیلوانا ونتورلی
- پیتر چتل